# Клаудия Шейнбаум
В това испанско име Шейнбаум е фамилията на бащата, а Пардо е фамилията на майката.
 Клаудия Шейнбаум Пардо (на испански: Claudia Sheinbaum Pardo) е мексиканска учена (физичка) и политичка от еврейски произход.
Избрана е за президент на Мексико – първата жена на тази длъжност, на изборите на 2 юни 2024 г.

## Биография
Родена е в град Мексико в семейство на еврейски учени, деца на имигранти от Европа. Родителите на баща ѝ Карлос Шейнбаум Йоселевиц (инженер-химик) емигрират от Литва през 1920 г. Родителите на майка ѝ Ани Пардо Чемо (биоложка) емигрират от Пловдив, България в началото на 1940-те, за да избягат от холокоста.
Клаудия Шейнбаум изучава физика в Националния автономен университет на Мексико, като получава бакалавърска (1989), магистърска (1994) и докторска (1995) степен. След обучението си започва да преподава в Инженерния институт на същия университет.
Авторка е на повече от 100 статии и 2 книги за енергетиката, околната среда и устойчивото развитие. Включва се в Междуправителствената група на експерти по изменение на климата хпе ООН през 2007 г. Още същата 2007 г. членовете на групата са удостоени с колективна Нобелова награда за работата им по климатичните промени. Попада в класацията на Би Би Си за 100-те най-влиятелни и вдъхновяващи жени в света през 2018 г.
Още като студентка постъпва в младежката организация на голямата Партия на демократичната революция. Става съоснователка и член на ръководството на партията Движение за национално възраждане (МОРЕНА) през 2014 г.
Оглавява столичния район Тлалпан от 1 октомври 2015 г. до 6 декември 2017 г. Заема поста кмет на столицата Мексико – първата еврейка на тази дръжност, от 5 декември 2018 г. до 16 юни 2023 г.
Печели с 57 % от гласовете президентските избори през юни 2024 г. Встъпва в длъжност на 1 октомври 2024 г.